# Wadsworth, Ohio
Wadsworth är en stad i Medina County i delstaten Ohio. Orten har fått sitt namn efter militären Elijah Wadsworth. Wadsworth hade 21 567 invånare enligt 2010 års folkräkning.